# Наход (округ)
На́ход (чеськ. Okres Náchod) — адміністративно-територіальна одиниця в Краловоградецькому краї Чеської Республіки. Адміністративний центр — місто Наход. Площа округу — 851,57 км², населення становить 110 869 осіб.
До округу входить 78 муніципалітетів, з котрих 11 — міста.